# Pirro Marconi
Pirro Marconi (* 1. Januar 1897 in Verona; † 30. April 1938 bei Formia) war ein italienischer Klassischer Archäologe.

## Leben
Pirro Marconi studierte an der Universität La Sapienza in Rom. Nach dem italienischen Kriegseintritt im Mai 1915 meldete er sich als Kriegsfreiwilliger. Der Alpini-Offizier Marconi wurde mehrmals ausgezeichnet unter anderem mit zwei silbernen Tapferkeitsmedaillen. 
Nach dem Krieg nahm er sein Studium wieder auf, dass er 1920 abschloss. Ab 1925 war Marconi maßgeblich an den Ausgrabungen beteiligt, die zunächst unter der Leitung von Paolo Orsi in Agrigent durchgeführt wurden. Er ließ auch die acht Säulen an der Südfront des Herkulestempels wieder aufrichten.
Marconi lernte an der Scuola Archeologica Italiana di Atene und bei Grabungen auf Rhodos und in Konstantinopel seine spätere Ehefrau Jole Bovio Marconi kennen. Die beiden Archäologen kehrten 1926 nach Italien zurück.
1927 gingen sie gemeinsam nach Palermo, wobei Marconi auf Veranlassung Paolo Orsis zum Direktor des Nationalmuseums in Palermo ernannt wurde. Dazu erlangte er das Ufficio alle Antichità della Sicilia occidentale (bis 1932). 1928 wurde die gemeinsame Tochter, die spätere Marina Marconi Causi geboren. Nachdem er kurze Zeit an der Universität Palermo gelehrt hatte, ging er 1931 nach Ancona zur Soprintendenza der Antikenverwaltung, der er vorstand. 1935 übernahm er in Neapel den Lehrstuhl für Archäologie von Biagio Pace.
1936 erhielt er die Leitung der archäologischen Mission in Albanien. 1938 starb er auf dem Rückweg von dort bei einem Flugzeugunglück.

## Werke (Auswahl)
- Agrigento, Topografie ed Arte. Vallecchi Editore, Florenz 1929.
- Agrigento arcaica: il santuario delle divinita chtonie e il tempio detto di Vulcano.  Società Magna Grecia, Rom 1933.
- Agrigento. Rom 1933. 2. Auflage 1949 (Itinerari dei musei, gallerie e monumenti d’Italia / Ministero della Pubblica Istruzione 26).